# Revolución constitucional iraní
Se conoce como Revolución constitucional iraní o revolución constitucional persa al proceso político acontecido en Irán durante los reinados de Mozaffareddín Shah Qayar (1896-1907) y Mohammad Alí Shah Qayar (1907-1909), de la dinastía de los Qayar, que condujo a la instauración de un régimen de monarquía constitucional bajo Ahmad Shah Qayar (1909-1925) tras la institución de la primera constitución moderna del país y de un parlamento, la Asamblea de Consulta Nacional. 

## Antecedentes
Durante el siglo XIX, la monarquía de los Qayar experimentó un proceso de desgaste y decadencia marcado por las derrotas militares frente a los imperios ruso y británico que se saldaron con la pérdida de los territorios caucásicos de la actual República de Azerbaiyán, Daguestán y Georgia occidental a favor de Rusia por el Tratado de Golestán al término de la Guerra ruso-persa de 1804 a 1813; los janatos de Ereván, Najicheván y Lankarán a favor también de Rusia por el Tratado de Turkmanchay al término de la Guerra ruso-persa de 1826 a 1828; y el este del Jorasán histórico con la región de Herat por el Tratado de París de 1857 tras la Guerra anglo-persa de 1856-1857. 
En un imperio tradicional con un control reducido del territorio y fiscalidad de tipo feudal, a las pérdidas territoriales se sumó la  penetración económica de empresas occidentales y rusas que, como en otras zonas de Oriente Medio en un período anterior, adquirían diversas concesiones monopolísticas de los soberanos de la dinastía Qayar. Con el fortalecimiento de las empresas occidentales y el endeudamiento de los soberanos —en particular y de forma llamativa, para sufragar largos y costosos viajes por Europa en los casos de Nasereddín Shah (1848-1896) y Mozaffareddín Shah Qayar (1896-1906)—, éstas fueron adquiriendo regalías de importancia considerable. Así, en 1862, Gran Bretaña adquirió todos los ingresos relativos al desarrollo en Irán del telégrafo; en 1872, el barón Paul Julius Reuter hubiera adquirido por 200 000 dólares y un 60 % de los ingresos anuales, de no ser por la furiosa reacción de Rusia y los medios prorrusos, el «derecho exclusivo a construir minas, ferrocarriles, tranvías, presas, caminos y plantas industriales»; en 1885, Reuter estableció el primer banco de Irán, el Imperial Bank of Persia con control total sobre la emisión de papel moneda; en 1891, Rusia estableció el Banque d’Escompte de Perse y el mayor británico G. F. Talbot adquirió el monopolio por 50 años de toda producción, venta y exportación de tabacos —que también hubo de cancelarse ante el movimiento popular de Protestas del Tabaco, anticipo del movimiento constitucionalista—; concesiones menores a compañías británicas fueron el derecho de navegación en el río Karún, la construcción de caminos y telégrafos en el sur del país, el establecimiento de fábricas de alfombras en Ispahán, Bushehr, Sultanabad y Tabriz; a compañías rusas, derechos de pesca en el mar Caspio, la draga del puerto de Anzalí, la perforación petrolera en el norte y la construcción de caminos y telégrafos de las fronteras septentrionales a Teherán, Tabriz y Mashhad. La concesión de mayor trascendencia fue la Concesión D’Arcy, por la que en 1901 el millonario londinense William Knox D’Arcy adquirió el derecho exclusivo de prospección y explotación petrolera por sesenta años en todo Irán, salvo las provincias del norte bajo influencia rusa.
En paralelo al debilitamiento político y económico del país durante el siglo XIX, parte de las élites iraníes buscaron soluciones a la decadencia en la adquisición de los modos de conocimiento, pensamiento y organización de la modernidad occidental. En 1851 se inauguró en Teherán, por iniciativa del sadr-e aʿzam Amir Kabir, la primera escuela politécnica de Irán, Dar ol-Fonún, centrada en la formación militar. En los mismos años el estado iraní comenzó a enviar estudiantes a Europa, que a su regreso traían consigo nuevos modos de pensar. Desde la corte, empezaron a aparecer los primeros periódicos. Aparecen los primeros intelectuales de tipo ilustrado como Zeinolabedín Maragheí (1840-1910) —autor de la primera novela en persa—, el rousseauniano Abdorrahim Talebof (1834-1911), los nacionalistas Mirzá Fathalí Ajundzadé (1812-1878) y Mirzá Agha Jan Kermaní (1853-1896), el diplomático armenio Mirzá Malkom Jan (1833-1908) —popularizador de la prensa y fundador de la primera logia masónica de Irán, la Faramushjané o «casa del olvido»—, o el panislamista Seyyed Yamaloddín Asadabadí (1838-1897) (conocido fuera de Irán como Al-Afghani), cuyos escritos prepararon el terreno del constitucionalismo entre las élites. Entre las masas religiosas, las prédicas de ulemas modernistas como Seyyed Yamaleddín Vaez y Malek ol-Motekallemín introdujeron las ideas de libertad y limitación del poder del soberano. A finales del siglo XIX y principios del XX, proliferaron las publicaciones en el exilio y dentro de Irán, oficiales y clandestinas, difundiendo la crítica al despotismo real y la exigencia de reformas. 

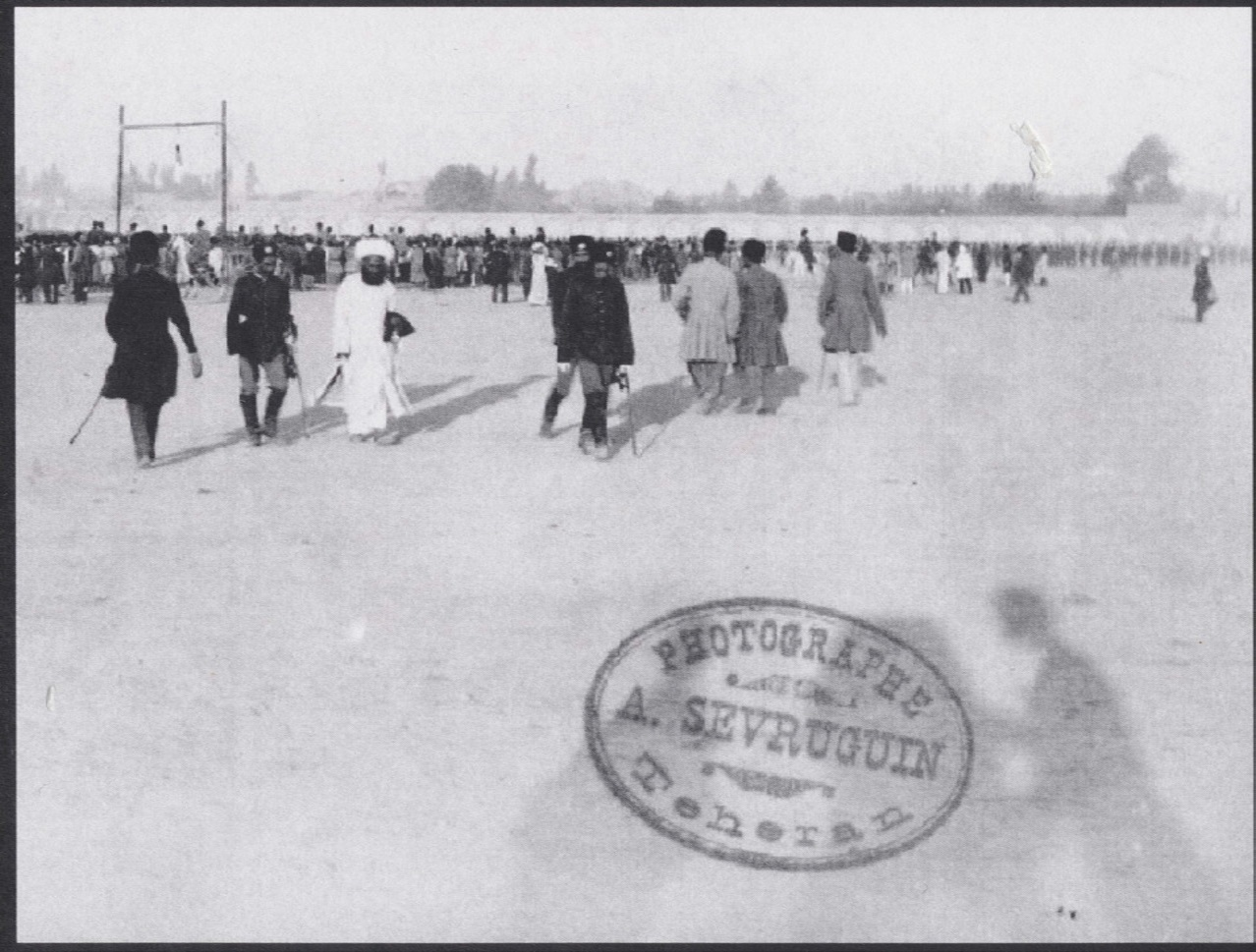
Ejecución de Mirza Reza Kermaní.

Hito crucial en la oposición al gobierno de la dinastía Qayar fue el asesinato, el 1 de mayo de 1896, de Nasereddín Shah por Mirza Reza Kermaní, seguidor de Al-Afghani que, durante sus interrogatorios antes de ser ejecutado, reivindicó el magnicidio como un acto de lucha contra la opresión.

## Protestas de 1905-1906
Suele citarse como desencadenante de la Revolución constitucional iraní el azote de tres respetados comerciantes de azúcar del bazar de Teherán en diciembre de 1905 por orden del gobernador de la ciudad, Ahmad Alaoddoulé, por haber desobedecido órdenes reales de reducir los precios de venta en un período de grave inflación motivada por malas cosechas, una epidemia de cólera y perturbaciones en el comercio con el vecino imperio ruso debido a la guerra ruso-japonesa. Las autoridades aumentaban los impuestos indirectos, tratando de pagar un préstamo ruso de 23,5 millones de rublos al sah, avalado en 1900 con los ingresos aduaneros del reino, para su primer viaje de 17 meses por Europa. Uno de los apaleados era un respetado filántropo septuagenario, y otros dos eran seyyed. Los comerciantes, indignados, cerraron todo el bazar y, secundados por ulemas e intelectuales, proclamaron un «encierro» en la Mezquita Real (مسجد شاه, trl. masŷed-e Šâh, Mezquita del Imam Jomeini desde 1979), reclamando la destitución del gobernador y del administrador de las finanzas reales, el belga Joseph Naus, cuya aparición disfrazado de oriental durante las ceremonias de duelo del pasado mes de muharram había suscitado la cólera popular. 

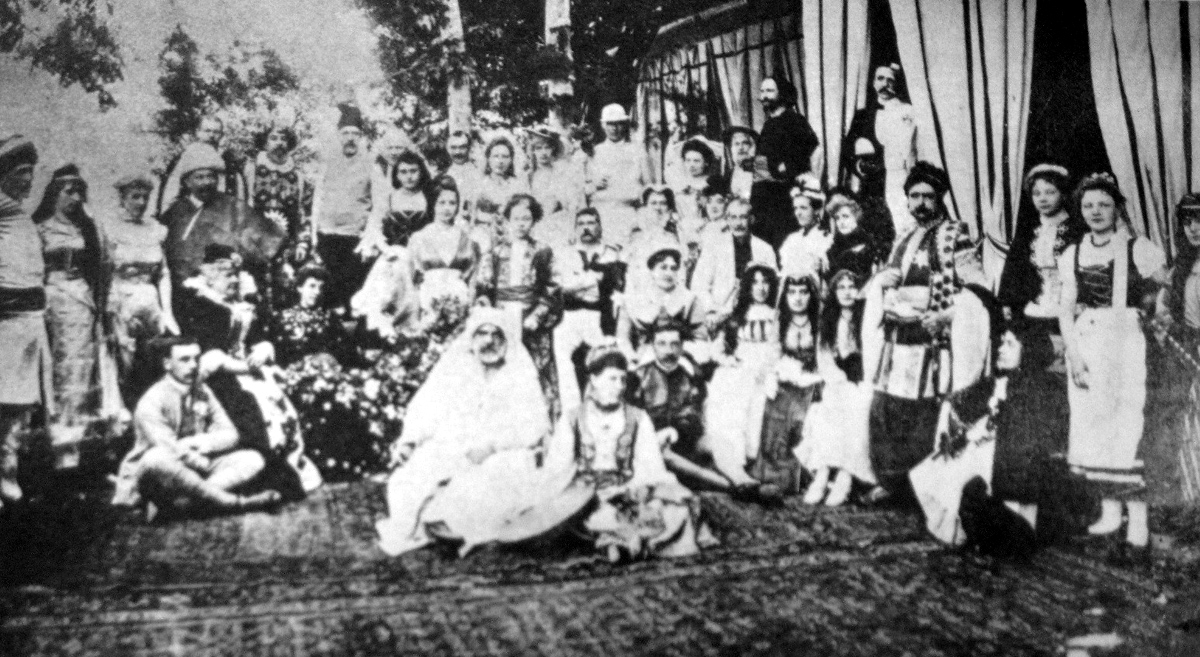
Joseph Naus disfrazado de árabe en una fiesta en Teherán.

El sadr-e aʿzam de Mozaffareddín Shah Qayar, Einoddoulé, hizo que los desalojaran, en contra de la tradición de respeto de tales encierros. A continuación, un gran número de ulemas teheraníes se retiraron —a propuesta de Seyyed Mohammad Tabatabaí— al santuario de Shah Abdolazim, en Rey (a varios kilómetros al sudeste de la capital) y formularon una serie de reivindicaciones dirigidas al shah. La reclamación más destacada de los protestantes fue el establecimiento de una «casa de justicia», cuyas características no se especificaban. Tras aceptar el monarca, el 12 de enero de 1906, la creación de la institución —que sería la génesis de la Asamblea Consultiva Islámica—, los ulemas abandonaron la protesta y regresaron a Teherán, donde fueron recibidos por una multitud eufórica.

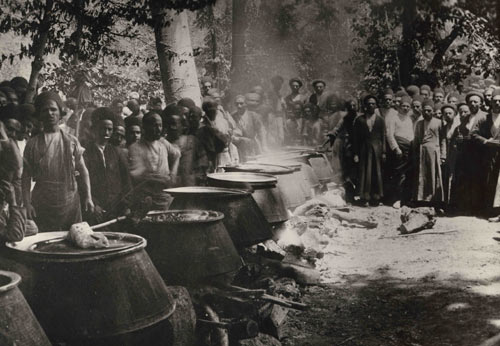
Encierro de protesta en la embajada británica de Teherán en agosto de 1906.

Sin embargo, el sah parecía retractarse y, en una atmósfera ya revolucionaria, un oficial de la guardia cosaca mató a un seyyed, provocando un nuevo bast de protesta en junio de 1906, esta vez en Qom, dirigido por Tabatabaí, Seyyed Abdollah Behbahaní e incluso el monárquico sheij Fazlollah Nurí, que amenazaban con hacer emigrar a todos los ulemas a Nayaf y Karbala, lo que privaría al país de servicios religiosos (y jurídicos). Casi de inmediato, se produjo un gran tercer bast de entre 12 000 y 14 000 bazaríes de Teherán en el jardín de la embajada británica. Las reivindicaciones eran entonces la destitución del administrador belga de las aduanas y del sadr-e aʿzam, reparaciones por disturbios acaecidos en Kermán, la paralización de la construcción del banco ruso en el terreno de un cementerio y, sobre todo, el establecimiento de la «casa de justicia», cuya reclamación se convirtió de manera gradual en la de constituir un parlamento de representantes electos y la limitación constitucional del poder real.

## Triunfo de los constitucionalistas bajo Mozaffareddín Shah
En un principio, la corte desdeñó a los protestantes como «babíes heréticos» y «traidores a sueldo de los británicos». Pero con la extensión de la huelga, la multiplicación de mensajes telegráficos desde las provincias, amenazas de intervención armada de comunidades exiliadas en Bakú y Tiblisi, el peligro de defección de la guardia cosaca y el rey gravemente enfermo tras su regreso de Europa, Mozaffareddín Shah aceptó sustituir a Einoddoulé por Moshiroddoulé y firmó el firmán por el que se ordenaba la creación de la Asamblea Consultiva Islámica el 5 de agosto de 1906.
Tras la formación muy rápida de una asamblea constituyente formada en su mayoría por comerciantes, ulemas, ancianos de los gremios y notables liberales, se elaboró una ley electoral que dividía a la población en seis clases: príncipes Qayares, ulemas, nobles, notables, comerciantes reconocidos, terratenientes con propiedades de valor superior a 1000 tomanes y artesanos integrados en un gremio aceptado y con pagos fiscales no inferiores a la media local. Los candidatos debían ser varones y poder leer y escribir en persa. 96 de las 156 circunscripciones se situaban en Teherán y, en las provincias, la elección se hacía mediante compromisarios. El sufragio femenino ni se planteó. 
El proceso constituyente precipitó la creación de multitud de asociaciones de distinta especie y de periódicos por todo el país. 

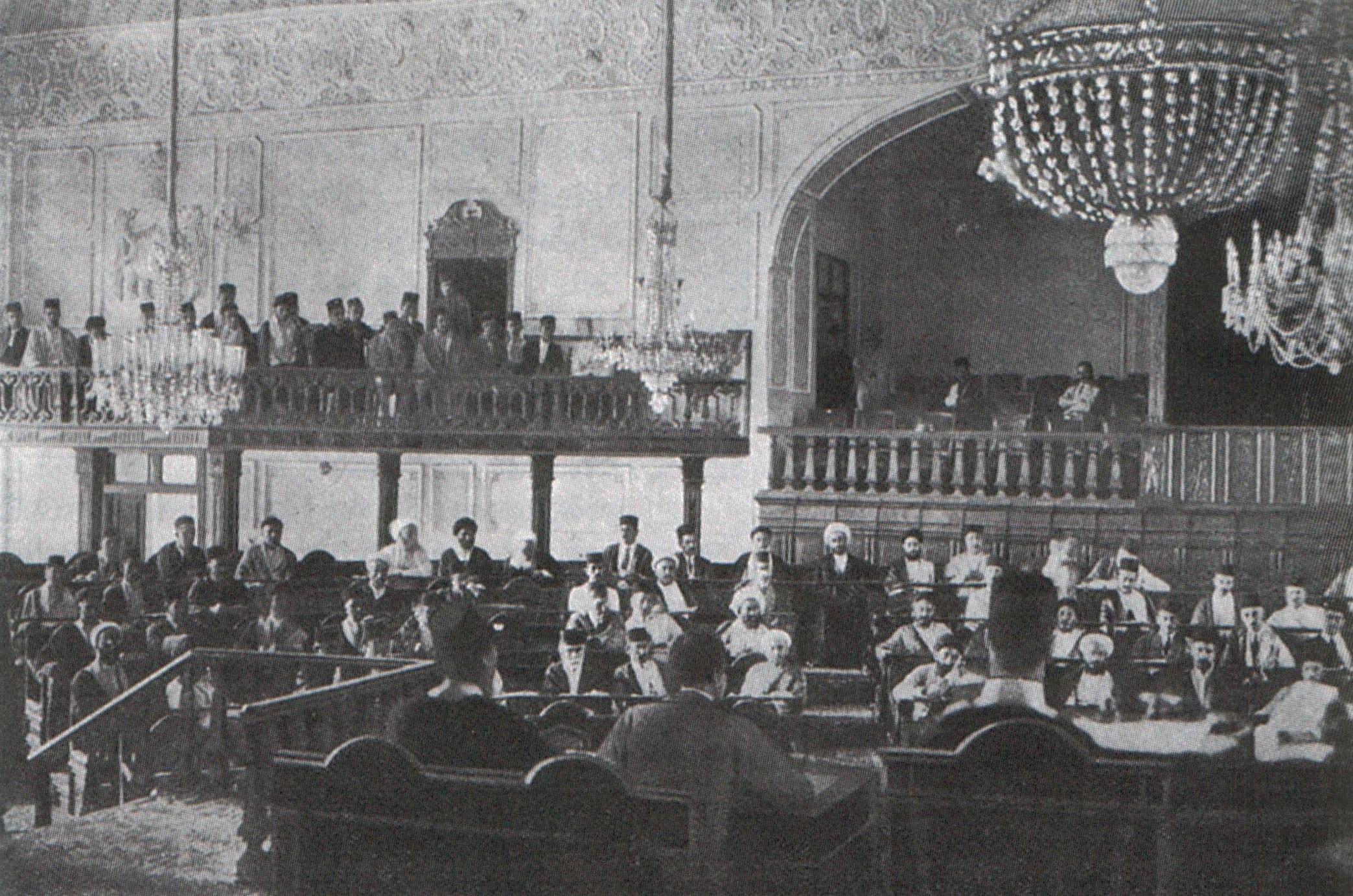
La Asamblea Constituyente iraní, reunida en 1906.

## Asamblea constituyente y primera constitución de Irán
Tras las elecciones, la primera sesión con presencia del shah se celebró el 7 de octubre del mismo año.	 La primera asamblea, de tipo constituyente, elaboró la primera ley fundamental de Irán. Los diputados se coaligaron en dos tendencias de límites difusos: los «moderados» (اعتدالیون eʿtedâliún), que contaban con el apoyo de Tabatabaí y Behbahaní y solían formar mayoría; y los «liberales» (آزادی‌خواهان âzâdijâhán), liderados por el elocuente tabrizí Seyyed Hasán Taqizadé. Los diputados se basaron en la constitución de Bélgica, buscando establecer una monarquía parlamentaria con separación de poderes tripartita clásica que fuere aceptable tanto para el sah Mozaffareddín como para el heredero Mohammad Alí Mirzá. 
El texto asignaba a la Asamblea de Consulta Nacional, «representante de todo el pueblo», competencia sobre la elaboración del presupuesto y control sobre su ejecución; derecho de veto sobre la transmisión o venta de los recursos subterráneos y los contratos industriales y agrícolas; derecho de veto sobre la alteración de las fronteras nacionales; derecho de veto sobre los tratados internacionales; derecho de veto sobre la formación de empresas nacionales; derecho de veto sobre todos los contratos del gobierno; derecho de veto sobre los empréstitos del gobierno y derecho de veto sobre la construcción de carreteras y ferrocarriles. El parlamento podía, por mayoría absoluta, destituir a un ministro o al gabinete entero.
El sah, por su parte, encabezaba el ejecutivo; comandaba las fuerzas armadas; declaraba la guerra y la paz; firmaba las leyes y designaba a los ministros propuestos por el parlamento. El rey designaba también a treinta de los 60 integrantes de una cámara alta.
Mozaffareddín Shah firmó la constitución el 30 de diciembre, cuatro días antes de fallecer de un infarto. El texto sobreviviría como ley fundamental de Irán hasta la Revolución Islámica de 1979.

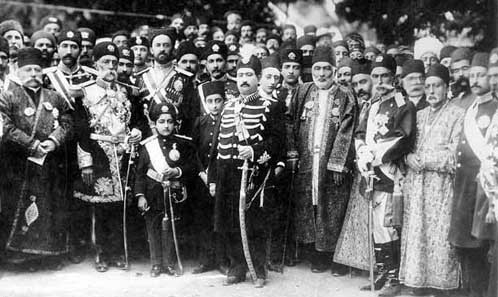
Mohammad Alí Shah rodeado de cortesanos.

## Reacción bajo el reinado deMohammad Alí Shah
Tras el fallecimiento de Mozaffareddín Shah, el nuevo monarca —su hijo Mohammad Alí— se mostró contrario a las instituciones recién sancionadas por su padre enfermo ya desde su coronación, a la que los diputados no fueron invitados.
La mutua animosidad entre los representantes electos y el sah creció gradualmente. La Asamblea despidió a Joseph Naus, vinculado a los intereses de Rusia, y la delegación rusa fomentó la animosidad hacia la Asamblea y el régimen constitucional en el nuevo sah, que se negó a sancionar con su firma la constitución hasta que la erupción de protestas en Tabriz lo obligó a emitir un comunicado con promesas difusas de acatar el nuevo régimen. 
En mayo de 1907, Mohammad Alí Shah destituyó al sadr-e aʿzam Nasrollah Moshir od-Doulé, que había llegado al cargo como mediador entre el trono y los constitucionalistas, y designó en su lugar a Alí Asghar Atabak Amín os-Soltán, Atabak-e Aʿzam, que había ejercido durante trece años como gran visir de Nasereddín y de Mozaffareddín Shah. El nuevo ministro, que compartía con el sah la oposición al constitucionalismo basada en la defensa de la legitimidad tradicional y religiosa, fue asesinado frente al parlamento el 31 de agosto de 1907 por un joven llamado Abbás Aghá Tabrizí, dos semanas después de grandes fiestas de celebración del primer aniversario del firmán constituyente.

La Ley Fundamental de diciembre de 1906 se centraba en las funciones de la Asamblea de Consulta Nacional y del sah. El 7 de octubre de 1907, la Asamblea aprobó un suplemento constitucional de 107 artículos que establecía, además de la capacidad de vetar las leyes para un comité de cinco moŷtahed escogidos por la Asamblea, los derechos fundamentales de los ciudadanos iraníes; la división tripartita e independencia de los poderes del estado; el estatuto de los parlamentarios, del sah y de los ministros; una cámara alta; el armazón básico del sistema legal y judicial; la institución del concejo local (انجمن anŷomán) y las bases del ejército nacional. El 11 de noviembre de 1907, Mohammad Alí Shah acudió por primera vez a la Asamblea y juró la constitución.
El 9 de noviembre de 1907, el comité de Finanzas de la Asamblea entregó a ésta la propuesta de ley de presupuestos para el año siguiente. A fin de reducir el déficit del estado, se reducían los fondos destinados a la corte en 380 000 tomanes. El sah declaró entonces a sus jardineros, cocineros, cocheros y caballerizos que no podría seguir pagándoles por haber cancelado el parlamento sus salarios. El 15 de diciembre, una multitud de trabajadores, acompañados de pequeños delincuentes y matones, acudió a la Asamblea y comenzó a lanzar piedras y disparar sobre los diputados hasta ser dispersados a tiros por la guardia parlamentaria. Los diputados pasaron la noche en la sede de la Asamblea para evitar ser detenidos por las tropas leales al rey, al tiempo que se producían en Teherán manifestaciones de apoyo a los parlamentarios.
La Asamblea envió seis representantes ante el sah, quien dijo que llamaría al orden a sus trabajadores cuando la Asamblea llamase a los ciudadanos que se manifestaban a regresar a sus casas y retomar sus trabajadores, propuesta que la Asamblea rechazó. El sah recurrió entonces al sheij Fazlollah Nurí, a Seyyed Alí Yazdí y otros mulás, que se concentraron en la plaza de Tupjané (hoy plaza del Imam Jomeini), donde durante días se instalaron jaimas y calderos, y se pronunciaban discurso contra los parlamentarios en términos tales como: «Acostaos con prostitutas, robad, matad, pero no os acerquéis a esta Asamblea», a lo que la multitud respondía coreando «no queremos régimen constitucional, queremos la religión del Profeta». Se produjeron asaltos y atracos callejeros a partidarios del movimiento constitucional, y ataques incendiarios a editores de periódicos. 
El 17 de diciembre estalló una revuelta en Tabriz en apoyo a una moción parlamentaria que promovía la deposición de Mohammad Alí Shah por su oposición a la Asamblea. El sah comenzó a temer que los constitucionalistas trataran de sustituirlo por su tío Zell os-Soltán, por lo que llamó a sus seguidores a poner fin a las manifestaciones y volver a sus casas. El 22 de diciembre, el sah envió a la Asamblea un ejemplar del Corán, en cuyas últimas páginas había anotado a modo de escolio: 

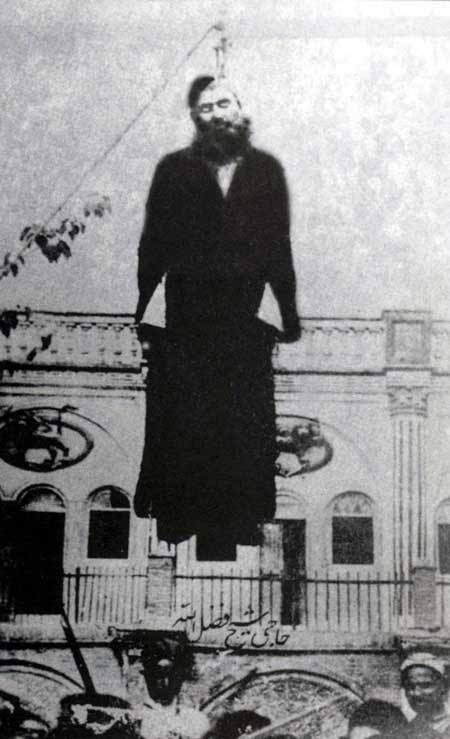
El sheij Fazlollah Nurí, ahorcado tras la conquista de Teherán por los constitucionalistas.

En el caos de los últimos días se ha extendido la impresión por el país de que nos oponemos a la Constitución. Para disipar esta sospecha y para obtener la confianza de la nación, juramos por este corán que respetaremos el orden constitucional y la ley fundamental. Quienquiera que se opusiere a la Constitución será castigado. Si rompiéremos este juramento, habremos de responder ante Dios por nuestro pecado.
Mohammad Alí Shah, en texto manuscrito del 22 de diciembre de 1907 reproducido aquí.

## El clero y el régimen constitucional
El historiador secularista Ahmad Kasraví escribe en 1940 en su Historia del régimen constitucional en Irán (تاریخ مشروطه ایران):

Para decir la verdad, los ulemas de Nayaf y los dos seyyed, así como otros ulemas que insistían en reclamar el régimen constitucional, no conocían ni el significado correcto de «régimen constitucional» ni los resultados que implicaría la aplicación de las leyes europeas, y no eran muy conscientes de la flagrante incompatibilidad entre constitucionalismo y chiismo. Eran hombres de mucho celo y diligencia que, por un lado, veían la intranquilidad reinante en Irán y la impotencia del gobierno sin concebir otra solución que la implantación del régimen constitucional y el parlamentarismo, por lo que abogaban por ellos con mucha vehemencia; pero por otro, estaban ellos mismos atados a la religión y no podían renunciar a ella. Entre estos dos extremos se debatían.

El ulema Mohammad Hosein Nainí (Naín, 1860-Nayaf, 1936), uno de los moŷtahed constitucionalistas más destacados, escribe en 1910 en su tratado político Castigo de la Umma y sufrimiento de la nación (en árabe: تنبيه الامة و تنزيه الملة‎), de inspiración liberal:

La libertad y la igualdad observadas en el régimen constitucional fueron los objetivos esenciales de los profetas. Nuestro profeta jamás olvidó que todo el mundo es libre e igual. Los líderes religiosos del chiismo querían salvar a los musulmanes de la esclavitud y devolverles sus derechos.

El sheij Fazlollah Nurí fue uno de los lídres de las protestas del tabaco de 1892 y participó en la reclamación constitucionalista acudiendo al bast de Qom de junio de 1906. Con el progreso del movimiento, sin embargo, Nurí planteó objeciones crecientes, alegando que el régimen constitucional (mashruté) debía ser legítimo de acuerdo con los preceptos islámicos (mashruʿé, en grafía persa مشروعه). Con el reaccionario Mohammad Alí Shah en el poder —de quien recibía estipendios y cuyo gobierno defendió durante la guerra civil—, se opuso al modernismo y al liberalismo, denominando en su crítica este último como «velayato de la libertad», concepto que relacionó con la infidelidad, defendiendo el abandono de su  utilización. Nurí fue ahorcado tras la conquista de Teherán por los constitucionalistas.